# Enterros e memoriais na Abadia de Westminster
O costume de honrar indivíduos com enterros e memoriais na Abadia de Westminster tem uma longa tradição.

## História

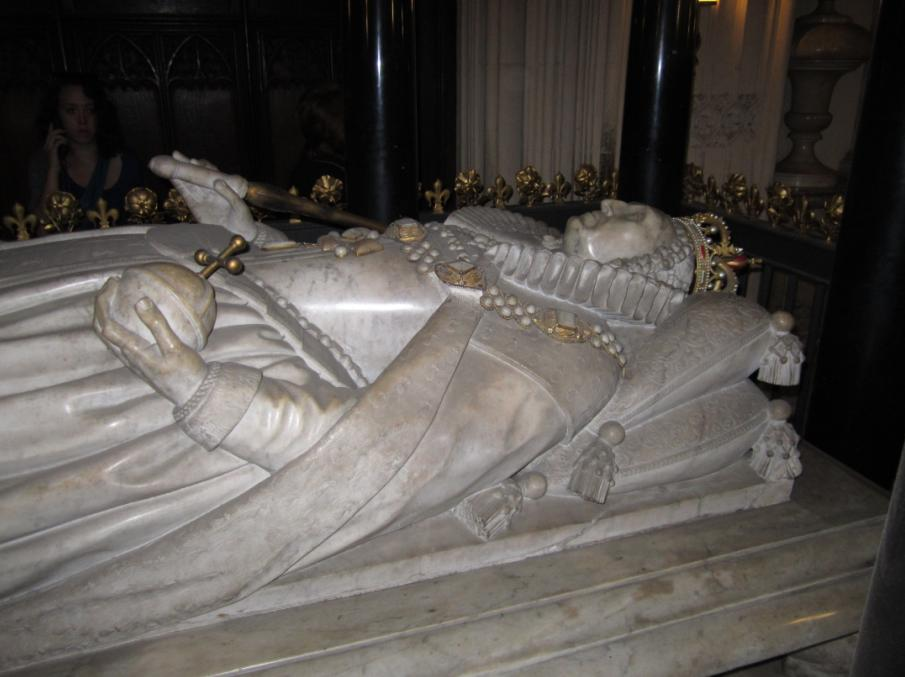
Efígie do túmulo da Rainha Isabel I

Henrique III reconstruiu a Abadia de Westminster em homenagem ao Santo Eduardo, o Confessor, cujas relíquias foram colocadas em um santuário e agora jazem em um túmulo sob o pavimento do mosaico Cosmati de 1268, em frente ao Altar Supremo. O próprio Henrique III foi enterrado nas proximidades em uma tumba magnífica com uma efígie monumental. Muitos dos reis Plantagenetas da Inglaterra, suas esposas e outros parentes, também foram enterrados na Abadia. Desde a época de Eduardo, o Confessor, até a morte de Jorge II em 1760, a maioria dos reis e rainhas da Inglaterra foram enterrados aqui, embora haja exceções (mais notavelmente Eduado IV, Henrique VIII e Carlos I, que estão enterrados na Capela de São Jorge, no Castelo de Windsor). Todos os monarcas que morreram depois de Jorge II foram enterrados em Windsor; a maioria foi sepultada na Capela de São Jorge, embora a Rainha Vitória e Eduardo VIII estejam enterrados em Frogmore, onde a Família Real também tem um cemitério particular.
Desde a Idade Média, aristocratas foram enterrados dentro de capelas, enquanto monges e outras pessoas associadas à Abadia foram enterrados no Claustro e em outras áreas. Um deles foi Geoffrey Chaucer, que foi enterrado aqui, pois tinha apartamentos na Abadia, onde foi empregado como mestre das Obras do Rei. Outros poetas, escritores e músicos foram enterrados ou memorializados em torno de Chaucer, no que ficou conhecido como Canto dos Poetas (Poet's Corner). Estes incluem: W.H. Auden, William Blake, Robert Burns, Lorde Byron, Charles Dickens, John Dryden, George Eliot, T. S. Eliot, Thomas Gray, Gerard Manley Hopkins, Samuel Johnson, John Keats, Rudyard Kipling, Jenny Lind, John Masefield, John Milton, Laurence Olivier, Alexander Pope, Nicholas Rowe, Percy Bysshe Shelley, Thomas Shadwell, Alfred, Lorde Tennyson e William Wordsworth. Músicos da abadia, como Henry Purcell, também foram enterrados em seu local de trabalho.
Posteriormente, tornou-se uma das honras mais importantes da Grã-Bretanha ser enterrado ou memorializado aqui. A prática de enterrar figuras nacionais na Abadia começou no governo de Oliver Cromwell com o enterro do Almirante Robert Blake em 1657. A prática se espalhou para incluir generais, almirantes, políticos, médicos e cientistas como Isaac Newton, enterrado em 4 de abril de 1727 e Charles Darwin enterrado em 19 de abril de 1882.
Oito primeiros-ministros britânicos estão enterrados na abadia: William Pitt, o Velho; William Pitt, o Novo; George Canning; Henry John Temple, 3 º Visconde Palmerston; William Ewart Gladstone; Bonar Law; Neville Chamberlain e Clement Attlee.
Durante o início do século XX, por razões de espaço, tornou-se cada vez mais comum enterrar restos cremados em vez de caixões. Em 1905, o ator Sir Henry Irving foi cremado e suas cinzas foram enterradas na Abadia, tornando-se a primeira pessoa a ser cremada antes do enterro. Isto fez um marco, como na morte de Sir Joseph Hooker em dezembro de 1911; o Decano e Capítulo da Abadia de Westminster escolheu oferecer a Hooker uma sepultura perto de Charles Darwin na nave, mas também insistiu que ele fosse cremado antes. Sua viúva, no entanto, declinou e o corpo de Hooker foi enterrado no adro da Igreja de Santa Ana, em Kew. A maioria dos enterros na Abadia são de restos cremados, mas alguns enterros ainda acontecem - Frances Challen, esposa do Rev. Sebastian Charles, Cônego de Westminster, foi enterrada ao lado de seu marido no corredor do coro sul em 2014. Membros da família Percy tem uma cripta da família, "O Jazigo Northumberland" (The Northumberland Vault, em inglês), na capela de São Nicolau, dentro da Abadia. As cinzas do físico Stephen Hawking foram enterradas na Abadia em 15 de junho de 2018, perto do túmulo de Sir Isaac Newton. A pedra memorial, com a inscrição "Here lies what was mortal of Stephen Hawking 1942–2018" (Aqui jaz o que era o mortal de Stephen Hawking 1942-2018), inclui uma forma da equação da entropia de Bekenstein-Hawking relacionados a buracos negros.
No chão, dentro da grande porta oeste, no centro da nave, está o túmulo do Guerreiro Desconhecido (The Unknow Warrior), um soldado britânico não identificado morto em um campo de batalha europeu durante a Primeira Guerra Mundial. Ele foi enterrado na Abadia em 11 de novembro de 1920. Há muitos túmulos nos andares da Abadia, mas esta é a única sepultura na qual é proibido andar.

## Enterros

### Monarcas e suas consortes
Os seguintes monarcas ingleses, escoceses e britânicos, e suas consortes, estão sepultados na Abadia:
- Seberto de Essex.
- Santo Eduardo, o Confessor e sua esposa, Edite de Wessex.
- Henrique III da Inglaterra.
- Eduardo I da Inglaterra e sua esposa, Leonor de Castela.
- Eduardo III da Inglaterra e sua esposa, Filipa de Hainault.
- Ricardo II da Inglaterra e sua esposa, Ana da Boêmia.
- Henrique V da Inglaterra e sua esposa, Catarina de Valois.
- Eduardo V da Inglaterra.
- Ana Neville, esposa de Ricardo III.
- Henrique VII da Inglaterra e sua esposa, Isabel de Iorque.
- Eduardo VI da Inglaterra.
- Ana de Cleves, quarta esposa do Rei Henrique VIII.
- Maria I da Inglaterra.
- Isabel I da Inglaterra.
- Possivelmente os Príncipes na Torre.
- Jaime VI da Escócia e I da Inglaterra e Irlanda e sua esposa, Ana da Dinamarca.
- Carlos II da Inglaterra e Escócia.
- Maria II da Inglaterra e Escócia.
- Guilherme III da Inglaterra e II da Escócia.
- Ana da Grâ-Bretanha e seu marido, Príncipe Jorge da Dinamarca.
- Jorge II da Grã-Bretanha e sua esposa, Carolina de Ansbach.

A posição do túmulo de Jaime I da Inglaterra foi perdida por dois séculos e meio. No século XIX, após uma escavação de muitas das abóbadas sob o piso, o caixão de chumbo foi encontrado na abóbada de Henrique VII.

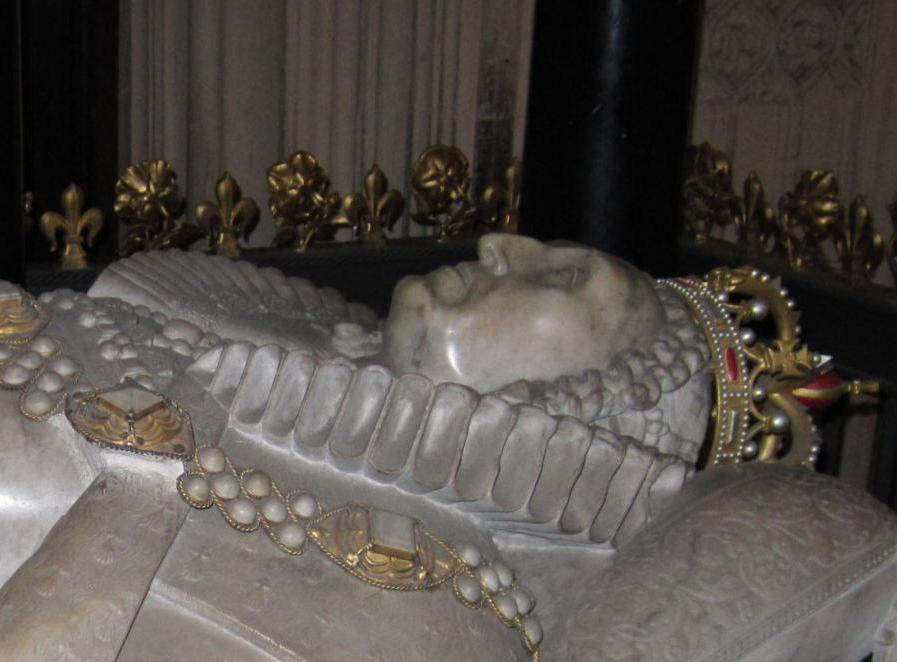
Isabel I da Inglaterra como é mostrada em seu túmulo

No século XIX, pesquisadores, procurando pelo túmulo de Jaime I, abriram parcialmente a cripta subterrânea contendo os restos de Isabel I e Maria I da Inglaterra. Os caixões de chumbo estavam empilhados, com Isabel descansando em cima da meia-irmã dela.

### Outros monarcas, consortes e parentes da família real
- Catarina de Inglaterra, filha de Henrique III e Leonor da Provença
- Henrique de Inglaterra, filho de Eduardo I e sua primeira esposa, Leonor de Castela
- Leonor da Inglaterra, Condessa de Bar, filha de Eduardo I e sua primeira esposa, Leonor de Castela
- Tomás de Woodstock, filho de Eduardo III e Filipa de Hainault
- Leonor de Bohun, esposa de Tomás de Woodstock e cunhada de Henrique IV
- Isabel Tudor, filha de Henrique VII e Isabel de Iorque
- Edmundo Tudor, Duque de Somerset, filho de Henrique VII e Isabel de Iorque
- Margarida Beaufort, mãe de Henrique VII
- Henrique, Duque da Cornualha, filho de Henrique VIII e sua primeira esposa, Catarina de Aragão
- Maria, Rainha dos Escoceses, mãe de Jaime VI e I
- Henrique Frederico, Príncipe de Gales, filho de Jaime VI e I e Ana da Dinamarca
- Arbella Stuart, trisneta de Henrique VII e prima de Jaime VI e I
- Carlos Jaime Stuart, Duque de Rothesay e Cornualha, filho de Carlos I e Henriqueta Maria de França
- Ana Stuart, filha de Carlos I e Henriqueta Maria de França
- Maria, Princesa Real e Princesa de Orange, filha de Carlos I e Henriqueta Maria de França
- Henrique Stuart, Duque de Gloucester, filho de Carlos I e Henriqueta Maria de França
- Carlos Stuart, Duque de Cambridge, filho de Jaime II e Ana Hyde
- Isabel Stuart, Rainha da Boêmia, filha de Jaime VI e I
- Jaime Stuart, Duque de Cambridge, filho de Jaime II e Ana Hyde
- Carlos Stuart, Duque de Kendal, filho de Jaime II e Ana Hyde
- Ana Hyde, primeiro esposa de Jaime, Duque de Iorque e Albany, futuro Jaime II
- Edgar Stuart, Duque de Cambridge, filho de Jaime II e Ana Hyde
- Ruperto do Reno, neto materno do rei Jaime VI e I
- Jorge Guilherme da Grã-Bretanha, filho de Jorge II e Carolina de Ansbach
- Frederico, Príncipe de Gales, filho de Jorge II e Carolina de Ansbach
- Carolina da Grã-Bretanha, filha de Jorge II e Carolina de Ansbach
- Isabel da Grã-Bretanha, filha de Frederico, Príncipe de Gales e Augusta de Saxe-Gota
- Guilherme, Duque de Cumberland, filho de Jorge II e Carolina de Ansbach
- Frederico da Grã-Bretanha, filho de Frederico, Príncipe de Gales e Augusta de Saxe-Gota
- Eduardo, Duque de Iorque e Albany, filho de Frederico, Príncipe de Gales e Augusta de Saxe-Gota
- Luísa de Gales, filha de Frederico, Príncipe de Gales e Augusta de Saxe-Gota
- Augusta de Saxe-Gota, esposa de Frederico, Príncipe de Gales
- Alfredo da Grã-Bretanha, filho de Jorge III e Carlota de Meclemburgo-Strelitz (em 1820 foi reenterrado na Capela de São Jorge, no Castelo de Windsor)
- Otávio da Grã-Bretanha, filho de Jorge III e Carlota de Meclemburgo-Strelitz (em 1820 foi reenterrado na Capela de São Jorge, no Castelo de Windsor)
- Amélia da Grã-Bretanha, filha de Jorge II e Carolina de Ansbach
- Henrique, Duque de Cumberland e Strathearn, filho de Frederico, Príncipe de Gales e Augusta de Saxe-Gota

### Nave
As seguintes personalidades são enterradas na nave:
- Afonso, Conde de Chester (seu coração está enterrado em Blackfriars, Londres)
- Edmund Allenby, 1º Visconde de Alemby
- John André[10]
- Francis Atterbury
- Clement Attlee, 1.º Conde Attlee
- Sir Charles Barry
- Ernest Bevin
- Andrew Bonar Law
- Angela Georgina Burdett-Coutts
- Neville Chamberlain
- Thomas Cochrane, 10º Conde de Dundonald
- Charles Cornewall
- Charles Darwin
- Joost de Blank
- Freeman Freeman-Thomas, 1º Marquês de Willingdon
- George Graham
- Stephen Hawking
- Sir John Herschel
- Ben Jonson (enterrado na vertical)
- David Livingstone (coração enterrado na Zâmbia)
- Charles Lyell
- Sir Isaac Newton
- James Stanhope, 1º Conde de Stanhope & família
- Herbert Plumer, 1º Visconde de Plumer
- Ernest Rutherford, 1º Barão de Rutherford
- Sir George Gilbert Scott
- Robert Stephenson
- Ludovic Stewart, 2º Duque de Lenoxx
- George Edmund Street
- Joseph John Thomson
- William Thomson, 1º Barão de Kelvin
- Thomas Tompion
- The Unknow Warrior (O Guerreiro Desconhecido)
- Beatrice Webb
- Sydney James Webb, 1º Barão de Passfield

### Transepto Norte
As seguintes pessoas estão enterradas no Transepto Norte:
- Robert Stewart, Visconde de Castlereagh
- George Canning
- Charles John Canning, 1º Conde de Canning
- William Pitt, 1º Conde de Chatam
- Charles James Fox
- William Ewart Gladstone
- Henry Grattan
- Edmundo, 1º Conde de Lencastre
- William Pitt, o Novo
- Sir John Malcolm
- William Murray, 1.º Conde de Mansfield
- Sir Hugh Vaughan
- William Wilbeforce

### Transepto Sul

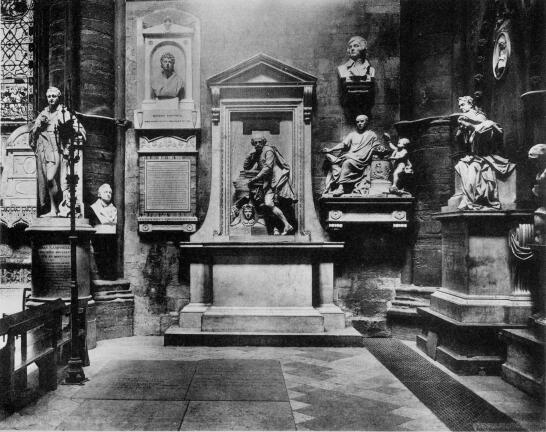
Canto dos Poetas

As seguintes personalidades estão enterradas no Transepto Sul, no local conhecido com Poet's Corner (Canto dos Poetas):
- Major John André
- Robert Adam
- Robert Browning
- William Camden
- Thomas Campbell
- Geoffrey Chaucer
- William Congreve
- Abraham Crowley
- William Davenant
- John Denham
- Charles Dickens
- Michael Drayton
- John Dryden
- Adam Fox
- David Garrick
- John Gray
- Gabriel Goodman
- Georg Friedrich Händel
- Thomas Hardy (coração enterrado em Stinsford)
- Sir Henry Irving
- Dr. Samuel Johnson
- Rudyard Kipling
- Thomas Macauly
- John Masefield
- Anne Oldfield
- Laurence Olivier, Barão de Olivier
- Thomas Parr
- Richard Brinsley Sheridan
- Edmund Spenser
- Alfred Tennyson, 1º Barão de Tennyson

### Claustros

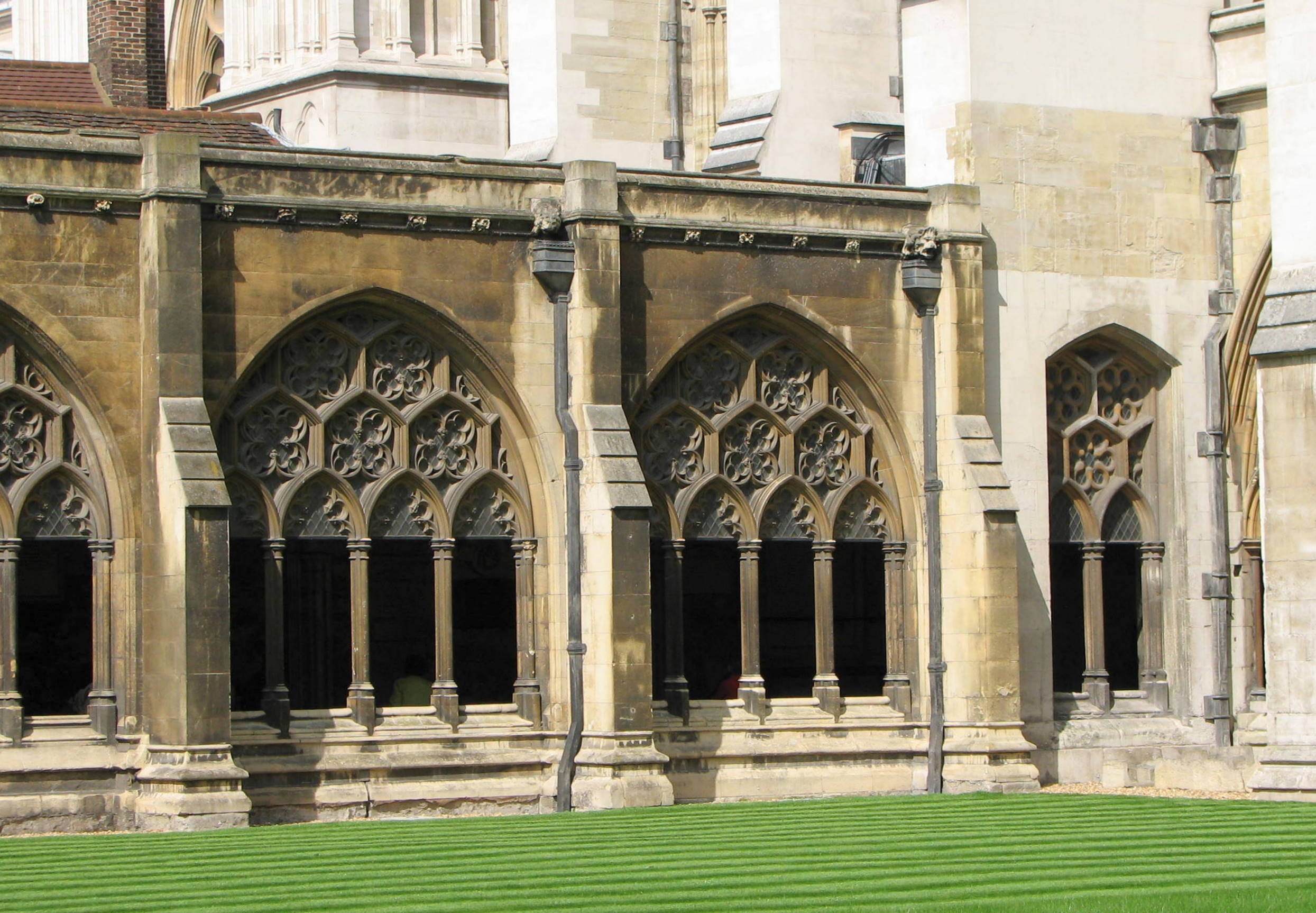
O claustro e o pátio

As seguintes pessoas estão enterradas nos claustros:
- Edmund Ayrton[11]
- Aphra Behn
- Gen. John Burgoyne
- Muzio Clementi
- Benjamin Cooke
- Robert Cooke
- Percy Dearmer
- Lord Fraser de Lonsdale
- Howard Nixon
- John Parsons
- Johann Peter Salomon
- William Shield
- Herbert Thorndike
- John Thorndike
- William Turner
- James Wright[12]
- Laura Pulteney, 1.ª Condessa de Bath

### Corredor do Coro Norte
As seguintes personalidades estão sepultadas no Corredor do Coro Norte:
- John Blow
- Henry Purcell
- John Robinson
- Ralph Vaughan Williams
- William Sterndale Bennett

### Corredor do Coro Sul
As seguintes pessoas estão sepultadas no Corredor do Coro Sul:
- Andrew Bell
- James Kendall
- Sir Paul Methuen
- Almirante Sir Cloudesley Shovell
- Dama Sybil Thorndike
- Charles Whitworth, 1º Barão de Whitworth[13]

### Capelas Ambulatoriais
As seguintes personalidades estão enterradas nas capelas ambulatoriais:

#### Capela de São João Batista
- Anne Morgan, Baronesa Hunsdon
- Sir Thomas Cecil, 1º Conde de Exeter, Cavaleiro de Jarrateira, Lorde Burghley (m. 1623)
- Lady Dorothy Neville Cecil (m. 1608; 1ª esposa de Sir Thomas Cecil, filha de John Neville, 4º Barão de Latimer)

#### Jazigo Northumberland
Lista de sepultados:
- George Seymour, Visconde de Beauchamp (m. em 1745; filho único de Algernon Seymour, 7º Duque de Somerset)
- Algernon Seymour, 7.º Duque de Somerset (m. em 1750)
- Frances Percy, Nascida Thynne, Duquesa de Somerset, (m. em 1754; viúva do sétimo duque)
- Lady Elizabeth Anne Frances Percy, (m. em 1761; filha do 1.º Duque de Northumberland)
- Elizabeth Percy, Nascida Seymour, Duquesa de Northumberland (m. em 1776)
- Lady Elizabeth Percy, (m. em 1779; filha de Algernon Percy, 1.º Conde de Beverley, no momento chamado Lorde Algernon Percy)
- Lady Charlotte Percy, (m. em 1781; filha de Hugh Percy, 2.º Duque de Northumberland, no momento chamado Conde Percy)
- Hugh Percy, 1.º Duque de Northumberland, (m. em 1786)
- Lord Henry Percy, (m. em 1794; filho de Hugh Percy, 2.º Duque de Northumberland)
- Lady Louisa Margaret Percy, (m. em 1796; filha de Algernon Percy, 1º Conde de Beverley)
- Lorde Algernon James Percy, (m. em 1805; filho de George Percy, 5º Duque de Northumberland, no momento chamado Lorde Lovaine)
- Lord Henry Algernon Pitt Percy, (m. em 1809; filho de George Percy, 5º Duque de Northumberland, no momento chamado Lord Lovaine)
- Lady Margaret Percy, (m. em 1810; filha de George Percy, 5º Duque de Northumberland, no momento chamado Lorde Lovaine)
- Isabella Susanna Percy, Nascida Burrell, Condessa de Beverley, (m. em 1810; Viúva de Algernon Percy, 1º Conde de Beverley)
- Hugh Percy, 2º Duque de Northumberland (m. em 1817)
- Lady Elizabeth Percy, (m. em 1820; filha de Hugh Percy, 2º Duque de Northumberland)
- Frances Julia Percy, Nascida Burrell, Duquesa de Northumberland, (m. em 1820; 2º esposa do 2º Duque de Northumberland)
- Hugh Percy, 3.º Duque de Northumberland (m. em 1847)
- Lady Agnes Buller, Nascida Percy, (m. em 1856; filha de Hugh Percy, 2º Duque de Northumberland; esposa do Major General F.T. Buller)
- Algernon Percy, 4.º Duque de Northumberland (m. em 1865)
- Charlotte Florentia Percy, Nascida Clive, Duquesa de Northumberland, (m. em 1866)
- George Percy, 5.º Duque de Northumberland, (m. em 1867)
- General Lorde Henry Hugh Manvers Percy CV KCB, (m. em 1877)
- Lady Louisa Percy, (m. em 1883; filha de George Percy, 5º Duque de Northumberland)
- Louisa Percy, Nascida Drummond, Duquesa de Northumberland, (m. em 1890; esposa de Algernon George Percy, 6º Duque de Northumberland)
- Algernon George Percy, 6º Duque de Northumberland, (m. em 1899)
- Alan Ian Percy, 8º Duque de Northumberland (m. em 1930)
- Helen Magdalen Percy, Nascida Gordon-Lennox, Duquesa de Northumberland, (m. em 1965)
- Hugh Algernon Percy, 10º Duque de Northumberland, (m. em 1988)
- Elizabeth Diana Percy, Nascida Montagu Douglas Scott, Duquesa de Northumberland, (m. em 2012) Cinzas enterradas

#### Capela de São Paulo
- Katherine Percy, Nascida Neville, Condessa de Northumberland (nascida em 1596; filha de John Neville, 4º Barão de Latimer; esposa de Henry Percy, 8º Conde de Northumberland).[5]

#### Outras capelas ambulatórias
- Robert Aytoun
- Eleanor de Bohun
- Ana de Cleves
- Lionel Cranfield, 1.º Conde de Middlesex
- João de Eltham, Conde da Cornualha
- Sir Rowland Hill
- Simon Langham
- Edward Talbot, 8.º Conde de Shrewsbury
- William de Valence, 1.º Conde de Pembroke
- Catarina de Valois
- Jorge Villiers, 1.º Duque de Buckingham
- Katherine Villiers, Duquesa de Buckingham

### Capela da Senhora de Henrique VII
As seguintes pessoas estão sepultadas na Capela de Henrique VII:
- Antônio Filipe, Duque de Montpensier, irmão do rei francês Luís Filipe I
- Joseph Addison (enterrado em um jazigo no Corredor Norte; também possui uma estátua de mármore branco no Canto dos Poetas)
- Margarida Douglas, Condessa de Lennox (enterrada, com seu filho Carlos Stuart, 1° Conde de Lennox, em um túmulo no Corredor Sul)
- Hugh Dowding, 1º Barão de Dowding
- George Monck, 1.º Duque de Albemarle
- George Savile, 1º Marquês de Halifax
- Príncipe Guilherme, Duque de Gloucester (filho da rainha Ana)
- Visconde Trenchard
- Major General Charles Worsley (nenhum memorial permanece)

## Memoriais
As seguintes personalidades são honradas na Abadia e/ou tiveram seu Serviço Memorial na Abadia, mas foram enterrados em outro lugar:

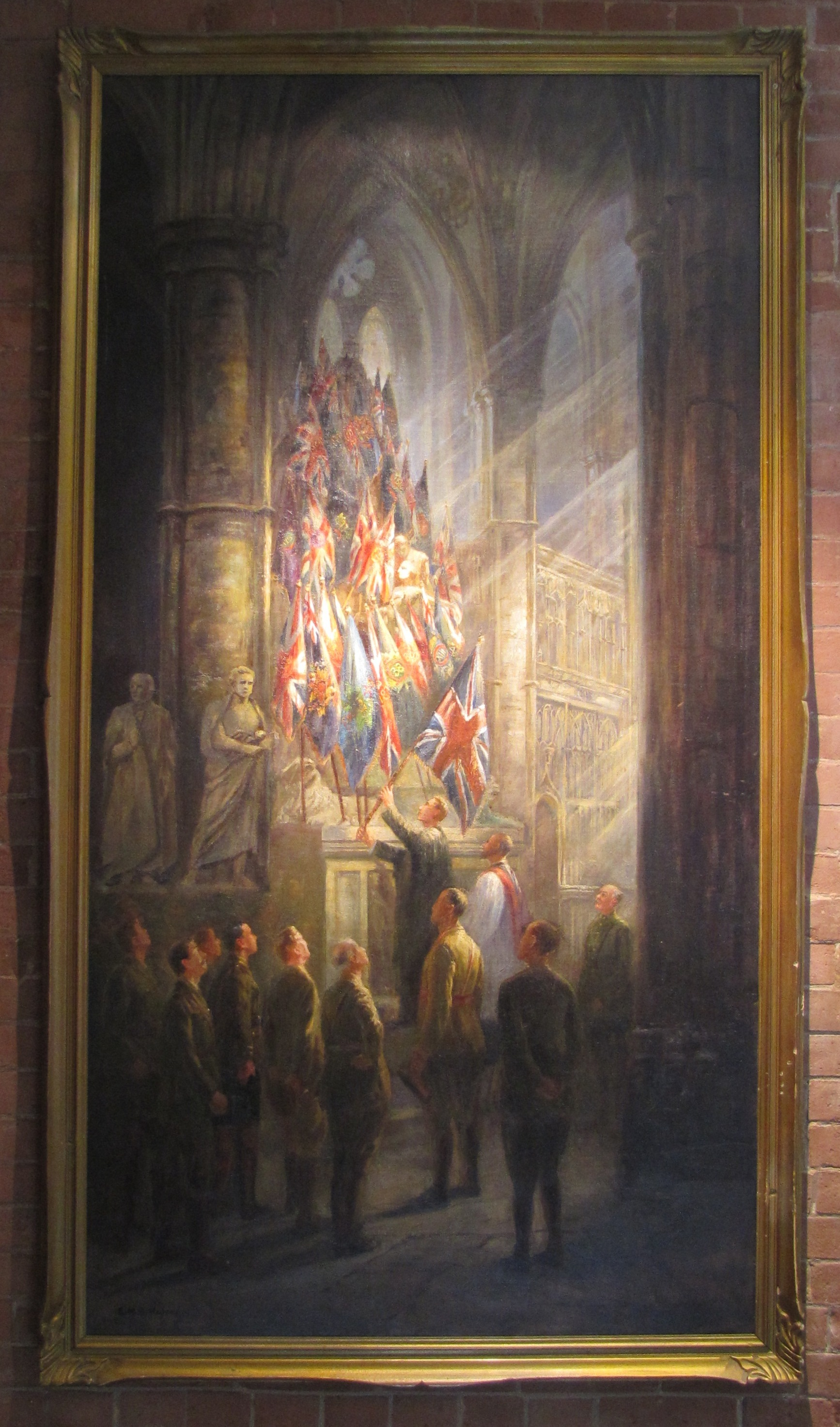
"Colocando as cores canadenses no monumento do Gen. James Wolfe na Abadia de Westminster" por Emily Warren

### Indivíduos
- Christopher Anstey, enterrado na igreja de Santo Swithin em Bath, Somerset.
- Dama Peggy Ashcroft, cremada no Crematório de Golders Green, em Londres.
- W. H. Auden, enterrado em Kirchstetten.
- Jane Austen, enterrada na Catedral de Winchester, em Hampshire.
- Robert, Lorde Baden-Powell, enterrado em Nyeri, no Quênia, e sua esposa, Lady Olave Baden-Powell, cujas cinzas também estão enterradas em Nyeri. [14]
- Stanley Baldwin, cremado no Crematório Golders Green, suas cinzas foram enterradas na Catedral de Worcester, em Worcestershire.
- Almirante Robert Blake (em um memorial de pedra no corredor do coro sul), inicialmente enterrado na Abadia, mas depois foi sepultado em Santa Margarida, Westminster, em 1661.
- William Booth, enterrado em Stoke Newington, borough londrino de Hackney.
- SIr Adrian Boult; seu corpo foi legado para a ciência.
- Benjamin Britten, Barão Britten de Aldeburgh, enterrado na igreja paroquial de Aldeburgh.
- Charlotte Brontë, Emily Brontë, Anne Brontë; Charlotte e Emily estão enterrados em Haworth, enquanto Anne está enterrada em Scarborough.
- Lord Byron, enterrado em Hucknall, Nottinghamshire.
- Sir Henry Campbell-Bannerman, sepultado em Meigle, Perthshire.
- Sir Winston Churchill, sepultado em Bladon, Oxfordshire.
- John Clare, enterrado no cemitério de São Botolph, em Helpston, Cambridgeshire.
- James Cornewall, enterrado no mar ao largo de Toulon. Seu monumento na Abadia foi o primeiro a ser erguido pelo Parlamento como despesas públicas.[15]
- Edward Cooke, sepultado em Calcutá.
- Noël Coward, enterrado nas terras de sua casa, a Propriedade Firefly (Firefly Estate), na Jamaica.
- William Cowper, (em um vitral revelado por George W. Childs em 1875) enterrado em East Dereham, Norfolk.
- Diana, Princesa de Gales, sepultada em Althorp, Northamptonshire.
- Richard Dimblebly, enterrado no cemitério de São Pedro, em Lynchmere, West Sussex.
- Paul Dirac, enterrado em Tallahassee, Flórida.
- Benjamin Disraeli, 1.º Conde de Beaconsfield, sepultado na Mansão Hughenden (Hughenden Manor), em Buckinghamshire.
- Sir Francis Drake, enterrado no mar ao largo de Portobelo, Panamá.
- Sir Edward Elgar, sepultado na Igreja Católica Romana de São Wulftan RC, em Little Malvern, Worcestershire.
- Sir John Franklin, presumivelmente enterrado no mar perto da Ilha do Rei Guilherme, no Canadá.
- Adam Lindsay Gordon, enterrado na Austrália.
- George Green, matemático, enterrado em sua terra-natal Nottinghamshire.
- John Harrison, enterrado na igreja de São João em Hampstead, norte de Londres.
- Philip Larkin, enterrado em Cottingham, no cemitério municipal perto de Hull.
- Rev Evelyn Levett Sutton (em um monumento), prebendário de Westminster e capelão da Câmara dos Comuns, entrou em colapso depois de ler o nono mandamento durante os cultos de domingo e morreu no dia seguinte.
- C. S. Lewis, enterrado no adro da Igreja da Santíssima Trindade em Headington, Oxford.
- Jenny Lind, enterrado em Great Malvern, Worcestershire.
- David Lloyd George, enterrado ao lado do Rio Dwyfor em Llanystumdwy, Carnarvonshire.[16]
- Henry Wadsworth Longfellow, enterrado em Cambridge, Massachusetts.
- George Herbert (em um vitral revelado por George W. Childs em 1875).
- James Ramsay MacDonald, enterrado em Spynie, perto de Lossiemouth, Grampian.
- Sir Robert Menzies, cremado na Austrália.[17]
- Louis Mountbatten, 1.º Conde Mountbatten da Birmânia, sepultado na Abadia de Romsey.
- Pasquale Paoli, enterrado em Morosaglia, Córsega.
- William Shakespeare, enterrado em Stratford-upon-Avon, Warwickshire.
- Dylan Thomas (em uma placa desvelada em 1982), enterrado em Laugharne.
- Thomas Totty, enterrado na Capela de Portsmouth Garrison, em Portsmouth, Hampshire.
- William Villettes, sepultado na Jamaica.[18]
- Charles Wesley, enterrado em Old Marylebone, Londres.
- John Wesley, enterrado na Capela de City Road, em Londres.
- Oscar Wilde (em um vitral inaugurado em 1995), enterrado no Cemitério do Père Lachaise, Paris.
- Gen. James Wolfe, enterrado na Igreja de Santo Alfege, em Greenwich, sudeste de Londres.

### Poetas da 1ª Guerra Mundial
Dezesseis poetas da Grande Guerra são homenageados em uma pedra de ardósia revelada em 11 de novembro de 1985, no Transepto Sul (Canto dos Poetas):
- Richard Aldington, enterrado na França
- Laurence Binyon, autor de For the Fallen (Para os Caídos), sepultado em Reading, Berkshire.
- Edmund Blunden, enterrado em Long Melford, Suffolk.
- Rupert Brooke, autor de The Soldier (O Soldado), sepultado em Esquiro, Grécia.
- Wilfrid Gibson
- Robert Graves, autor de Eu, Claudius e o único poeta dos dezesseis que ainda vivia no momento da homenagem, enterrado em Deià, Maiorca, Espanha.
- Julian Grenfell, sepultado em Bolonha-sobre-o-mar, França.
- Ivor Gurney, enterrado em Twigworth, Gloucestershire.
- David Jones, sepultado em Crofton Park, Lewishan.
- Robert Nichols
- Wilfred Owen, autor de "Dulce et Decorum est" e "Anthem for Doomed Youth" (Hino para Juventude Condenada), enterrado em Ors, França.
- Herbert Read, sepultado em Stonegrave, North Yorkshire.
- Isaac Rosenberg, enterrado em Pas-de-Calais, França.
- Siegfried Sassoon, sepultado em Mells, Somerset.
- Charles Soley, também lembrado no Memorial de Loos.
- Edward Thomas, enterrado no Cemitério Militar de Agny, França.

### Mártires do Século XX

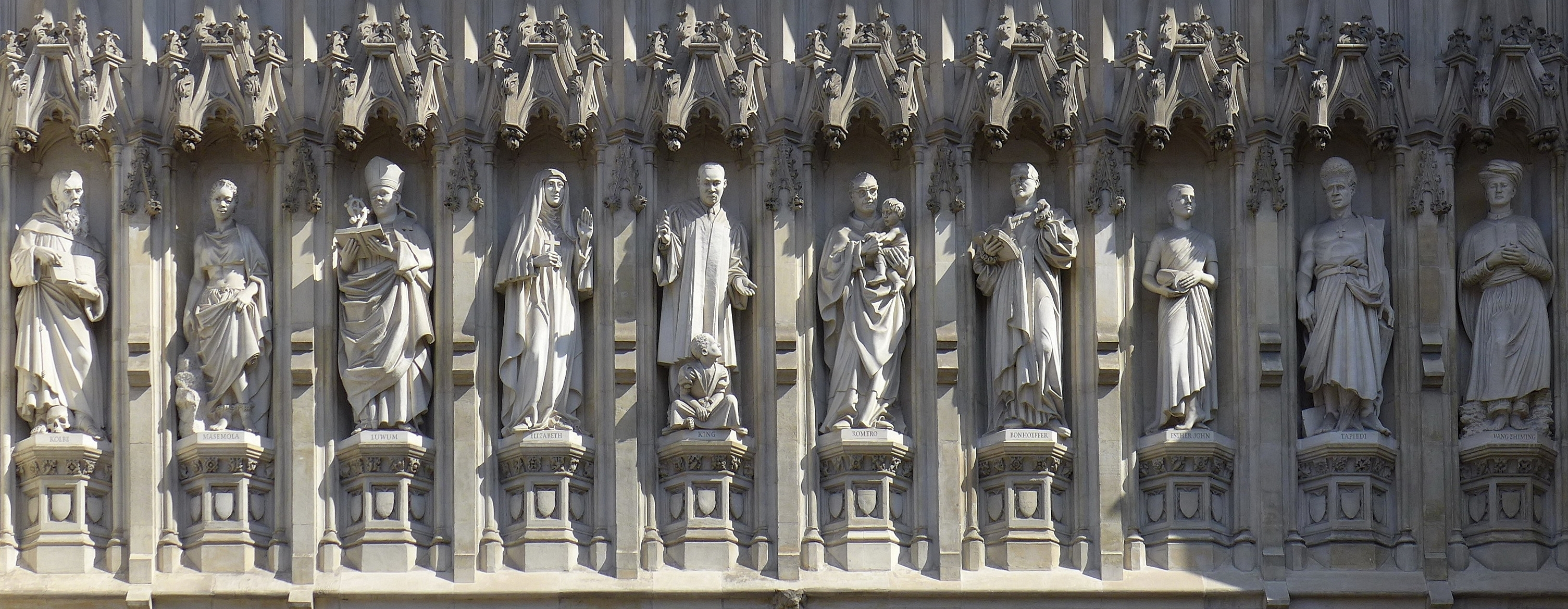
Os Mártires do Século XX

Acima da Grande Porta Ocidental (Great West Door), dez mártires cristãos do século 20 de todo o mundo são retratados em estátuas; da esquerda para a direita:
- São Maximiliano Kolbe (m. 1941)
- Manche Masemola (m. 1928)
- Janani Luwun (m. 1977)
- Grã-duquesa Santa Isabel da Rússia (m. 1918)
- Marthin Luther King Jr. (m. 1968)
- Óscar Romero (m. 1980)
- Dietrich Bonhoeffer (m. 1945)
- Esther John (m. 1960)
- Lucian Tapiedi (m, 1942)
- Wang Zhiming ((m. 1973)

## Anteriormente sepultados (removido)
O Rei Haroldo I foi originalmente enterrado na Abadia, mas seu corpo foi posteriormente exumado, decapitado e jogado em um feno em junho de 1040. O corpo foi mais tarde resgatado e re-enterrado na igreja de São Clemente Danes em Westminster.
Um certo número de Cromwellianos também foi enterrado na Abadia, mas depois removido, em 1661, sob as ordens do rei Charles II, e enterrados em uma cova no adro da igreja de Santa Margarida, ao lado da Abadia. Uma placa moderna na parede exterior da igreja registra os nomes daqueles que foram desenterrados:
- Oliver Cromwell, Lorde Protetor
- Almirante Robert Blake [20]
- John Pym

Maria Josefina de Saboia, rainha titular da França e Navarra como esposa de Luís XVIII, morreu no exílio na Inglaterra e foi enterrada em 26 de novembro de 1810 na Abadia, na capela de Henrique VII na cripta de Antônio Filipe, Duque de Montpensier. Porém, em 1811, o seu corpo foi removido e reenterrado na Catedral de Cagliari, na Sardenha.
Em novembro de 1869, a pedido do Decano de Westminster e com a aprovação da Rainha Vitória, o filantropo George Peabody recebeu um enterro temporário na Abadia, mas depois foi deslocado e enterrado em Salem, Massachusetts.